# Райт (Флорида)
Райт (англ. Wright) — переписна місцевість (CDP) в США, в окрузі Окалуса штату Флорида. Населення — 26 277 осіб (2020).

## Географія
Райт розташований за координатами 30°26′39″ пн. ш. 86°38′31″ зх. д. / 30.44417° пн. ш. 86.64194° зх. д. (30.444099, -86.641974).  За даними Бюро перепису населення США в 2010 році переписна місцевість мала площу 14,53 км², з яких 14,30 км² — суходіл та 0,23 км² — водойми.

## Демографія
Згідно з переписом 2010 року, у переписній місцевості мешкало 23 127 осіб у 9836 домогосподарствах у складі 5884 родин. Густота населення становила 1592 особи/км².  Було 11131 помешкання (766/км²).
Расовий склад населення:
| - 69,8 % — білих - 15,5 % — чорних або афроамериканців - 4,3 % — азіатів - 0,5 % — корінних американців - 0,2 % — вихідців з тихоокеанських островів - 4,4 % — осіб інших рас |

До двох чи більше рас належало 5,2 %. Частка іспаномовних становила 11,8 % від усіх жителів.
За віковим діапазоном населення розподілялося таким чином: 22,6 % — особи молодші 18 років, 66,0 % — особи у віці 18—64 років, 11,4 % — особи у віці 65 років та старші. Медіана віку мешканця становила 33,8 року. На 100 осіб жіночої статі у переписній місцевості припадало 99,6 чоловіків;  на 100 жінок у віці від 18 років та старших — 96,7 чоловіків також старших 18 років.
Середній дохід на одне домашнє господарство  становив 56 841 долар США (медіана — 44 991), а середній дохід на одну сім'ю — 63 030 доларів (медіана — 49 446). Медіана доходів становила 40 006 доларів для чоловіків та 30 483 долари для жінок. За межею бідності перебувало 20,6 % осіб, у тому числі 38,4 % дітей у віці до 18 років та 10,0 % осіб у віці 65 років та старших.
Цивільне працевлаштоване населення становило 11 639 осіб. Основні галузі зайнятості: мистецтво, розваги та відпочинок — 16,2 %, освіта, охорона здоров'я та соціальна допомога — 15,6 %, роздрібна торгівля — 12,3 %, публічна адміністрація — 11,2 %.